# Serbia i Czarnogóra na Letnich Igrzyskach Paraolimpijskich 2004
Serbia i Czarnogóra na Letnich Igrzyskach Paraolimpijskich w Atenach zdobyła dwa medale.

## Medale

### Brąz
- Miloš Grlica - lekkoatletyka, rzut oszczepem
- Zlatko Kesler - tenis stołowy, gra pojedyncza